# Lakševine
Lakševine (en serbe cyrillique : Лакшевине) est un village de Bosnie-Herzégovine. Il est situé sur le territoire de la ville de Mostar, dans le canton d'Herzégovine-Neretva et dans la fédération de Bosnie-et-Herzégovine. Selon les premiers résultats du recensement bosnien de 2013, il compte 1 474 habitants.
Avant 1991, le village était rattaché à la localité d'Ortiješ ; depuis 1991, il est recensé comme une entité administrative à part entière.

## Géographie
Le village est situé sur la rive gauche de la Neretva.

## Démographie

### Évolution historique de la population
| 1948 | 1953 | 1961 | 1971 | 1981 | 1991 | 2013  |
| ---- | ---- | ---- | ---- | ---- | ---- | ----- |
| -    | -    | -    | -    | -    | 336  | 1 474 |

|  |